# Judgment Day 2009
Judgment Day 2009 è stata l'undicesima ed ultima edizione dell'omonimo evento in pay-per-view prodotto dalla WWE. L'evento si è svolto il 17 maggio 2009 presso la Allstate Arena nella città di Rosemont.

## Storyline
Il 26 aprile, a Backlash, la Legacy (Randy Orton, Cody Rhodes e Ted DiBiase) sconfisse Batista, Shane McMahon e il campione Triple H; con Orton che conquistò quindi il WWE Championship per la terza volta. Nella puntata di Raw del 27 aprile Batista sconfisse Big Show per count-out, diventando così il contendente n°1 al titolo di Orton. Un match tra i due con in palio il WWE Championship fu sancito per Judgment Day.
A Backlash, Christian sconfisse il campione Jack Swagger, conquistando così l'ECW Championship per la prima volta. Nella puntata di ECW del 28 aprile la General Manager dello show, Tiffany, annunciò un rematch tra i due con in palio il titolo per Judgment Day dopo che Swagger aveva invocato la sua clausola di rivincita.
Nella puntata di SmackDown del 1º maggio Jeff Hardy vinse un Fatal 4-Way Elimination match che includeva anche Chris Jericho, Kane e l'Intercontinental Champion Rey Mysterio, diventando così lo sfidante al World Heavyweight Championship di Edge. Un match tra Edge e Hardy con in palio il titolo fu poi sancito per Judgment Day.
A Backlash, durante il Last Man Standing match per il World Heavyweight Championship tra Edge e il campione John Cena, Big Show eseguì una Chokeslam su Cena attraverso un riflettore dello stage, ferendolo per poi fargli perdere il titolo in favore di Edge. Nella puntata di Raw del 27 aprile, durante l'incontro per determinare il primo sfidante del WWE Champion Randy Orton, Cena distrasse Big Show, facendogli così perdere il match in favore di Batista. Nella puntata di Raw del 4 maggio la General Manager dello show, Vickie Guerrero, sancì un match tra Big Show e Cena per Judgment Day.
Nella puntata di SmackDown del 1º maggio, durante l'incontro per determinare il contendente n°1 del World Heavyweight Champion Edge, Chris Jericho colpì l'Intercontinental Champion Rey Mysterio con una sedia, venendo così squalificato dal match. Un match tra Mysterio e Jericho con in palio l'Intercontinental Championship fu poi annunciato per Judgment Day.
Nella puntata di SmackDown del 1º maggio CM Punk tentò di incassare il contratto del Money in the Bank sul World Heavyweight Champion Edge; tuttavia, prima che l'incontro iniziasse, Punk fu attaccato dal rientrante Umaga. Nella puntata di SmackDown dell'8 maggio, a seguito di un altro attacco tra i due, fu sancito un match tra Punk e Umaga per Judgment Day.
Nella puntata di SmackDown del 1º maggio John Morrison sconfisse Shelton Benjamin. Nella puntata di Superstars del 7 maggio Morrison fu sconfitto da Benjamin a causa dell'intervento di Chris Jericho. Dopo che si sono affrontati anche nelle due successive puntate, fu annunciato un match tra Morrison e Benjamin per Judgment Day.

## Risultati
| #    | Incontri                                            | Stipulazioni                                          | Durata |
| ---- | --------------------------------------------------- | ----------------------------------------------------- | ------ |
| Dark | Mickie James ha sconfitto Beth Phoenix              | Single match                                          | 06:13  |
| 1    | Umaga ha sconfitto CM Punk                          | Single match                                          | 11:52  |
| 2    | Christian (c) ha sconfitto Jack Swagger             | Single match per l'ECW Championship                   | 09:33  |
| 3    | John Morrison ha sconfitto Shelton Benjamin         | Single match                                          | 10:10  |
| 4    | Rey Mysterio (c) ha sconfitto Chris Jericho         | Single match per il WWE Intercontinental Championship | 12:39  |
| 5    | Batista ha sconfitto Randy Orton (c) per squalifica | Single match per il WWE Championship                  | 14:44  |
| 6    | John Cena ha sconfitto Big Show                     | Single match                                          | 14:57  |
| 7    | Edge (c) ha sconfitto Jeff Hardy                    | Single match per il World Heavyweight Championship    | 19:56  |